# Anisostena confusa
Anisostena confusa es una especie de coleóptero de la familia Chrysomelidae. Fue descrita científicamente por primera vez en 1994 por Staines.